# کامینگ (شهرستان خاینووکا)
کامینگ (به لهستانی:  Kamień) یک روستا در لهستان است که در گمینا چژه واقع شده‌است.